# Thalera rubrifimbria
Thalera rubrifimbria là một loài bướm đêm trong họ Geometridae.